# اوه دوست من
اوه دوست من (به انگلیسی: Oh My Friend) فیلمی محصول سال ۲۰۱۱ و به کارگردانی ونو سریرام است. در این فیلم بازیگرانی همچون سیدارت نارایان، شروتی حسن، هانیسکا موتوانی و ناودیپ ایفای نقش کرده‌اند.